# Variace konstant
Metoda variace konstant nebo variace parametrů je v matematice obecná metoda řešení nehomogenních lineárních obyčejných diferenciálních rovnic.
U rovnic prvního řádu je obvykle snazší hledat řešení metodou integračních faktorů nebo neurčitých koeficientů. Tyto metody však využívají heuristiky, které zahrnují hádání, a nefungují pro všechny nehomogenní lineární diferenciální rovnice.
Metodu variace konstant lze použít i pro lineární parciální diferenciální rovnice, konkrétně pro nehomogenní problémy u rovnic s lineárním rozvojem, jako je rovnice vedení tepla, vlnová rovnice a rovnice kmitající desky. V těchto případech je metoda známější pod názvem Duhamelův princip, podle Jean-Marie Duhamela, který ji poprvé použil na řešení nehomogenní rovnice vedení tepla. Někdy je přímo variace parametrů nazývána Duhamelův princip a naopak.

## Historie
Metodu variace konstant poprvé použil švýcarský matematik Leonhard Euler (1707–1783) a rozpracoval italsko-francouzský matematik Joseph Louis Lagrange (1736–1813). Předchůdce metody variace dráhových parametrů nebeských těles se objevil v Eulerově práci v roce 1748, kdy studoval vzájemné poruchy pohybu Jupitera a Saturna. Při studiu pohybu Země v roce 1749 získal Euler diferenciální rovnice pro dráhové parametry a v roce 1753 aplikoval tuto metodu na své studium pohybu Měsíce. Lagrange první použil tuto metodu v roce 1766. V letech 1778–1783 Lagrange metodu dále rozvinul jak v řadě monografií o poruchách pohybu planet, tak v další řadě prací o určování drah komet ze tří pozorování. (Je třeba zmínit, že Euler a Lagrange aplikovali tuto metodu na nelineární diferenciální rovnice, a že místo variací koeficientů v lineární kombinaci řešení homogenní rovnice aplikovali variace na konstanty v rovnicích nerušených pohybů nebeských těles). Během let 1808–1810 dal Lagrange metodě variace parametrů její konečnou podobu v řadě prací. Hlavním výsledkem jeho studia byl systém planetárních rovnic v Lagrangeově tvaru, který popisuje rozvoj Keplerovských dráhových parametrů pohybu tělesa rušeného dalšími tělesy.
Ve svém popisu rozvojů drah Lagrange vycházel ze zjednodušeného problému dvou těles pro získání nerušeného řešení a předpokládal, že všechny poruchy pocházejí z gravitačního působení ostatních těles na obíhající těleso. Následkem toho jeho metoda předpokládá, že poruchy závisí pouze na poloze obíhajícího tělesa, ne na jeho rychlosti. Od 20. století se v nebeské mechanice uvažují interakce, které závisí nejen na polohách ale i rychlostech (relativistické korekce, odpor atmosféry, inerciální síly). Proto byla metoda variace parametrů používaná Lagrangem rozšířena na situace se silami závislými na rychlosti.

## Popis metody
Je-li dána obyčejná nehomogenní lineární diferenciální rovnice řádu n
{\displaystyle y^{(n)}(x)+\sum _{i=0}^{n-1}a_{i}(x)y^{(i)}(x)=b(x).\quad \quad {\rm {(i)}}}
nechť {\displaystyle y_{1}(x),\ldots ,y_{n}(x)} je fundamentální systém řešení odpovídající homogenní rovnici
{\displaystyle y^{(n)}(x)+\sum _{i=0}^{n-1}a_{i}(x)y^{(i)}(x)=0.\quad \quad {\rm {(ii)}}}
Pak určité řešení nehomogenní rovnice je
{\displaystyle y_{p}(x)=\sum _{i=1}^{n}c_{i}(x)y_{i}(x)\quad \quad {\rm {(iii)}}}
kde {\displaystyle c_{i}(x)} jsou derivovatelné funkce, tj. předpokládá se, že vyhovují podmínce
{\displaystyle \sum _{i=1}^{n}c_{i}'(x)y_{i}^{(j)}(x)=0\,\mathrm {,} \quad j=0,\ldots ,n-2.\quad \quad {\rm {(iv)}}}
začínáme s (iii), opakovaná diferenciace kombinovaná s opakovaným použitím (iv) dává
{\displaystyle y_{p}^{(j)}(x)=\sum _{i=1}^{n}c_{i}(x)y_{i}^{(j)}(x)\,\mathrm {,} \quad j=0,\ldots ,n-1\,\mathrm {.} \quad \quad {\rm {(v)}}} 

Poslední diferenciace dává
{\displaystyle y_{p}^{(n)}(x)=\sum _{i=1}^{n}c_{i}'(x)y_{i}^{(n-1)}(x)+\sum _{i=1}^{n}c_{i}(x)y_{i}^{(n)}(x)\,\mathrm {.} \quad \quad {\rm {(vi)}}}

Substitucí (iii) do (i) a použitím (v) a (vi) dostáváme, že
{\displaystyle \sum _{i=1}^{n}c_{i}'(x)y_{i}^{(n-1)}(x)=b(x).\quad \quad {\rm {(vii)}}} 

Lineární systém (iv a vii) n-té rovnice pak lze vyřešit pomocí Cramerova pravidla, což dává
{\displaystyle c_{i}'(x)={\frac {W_{i}(x)}{W(x)}},\,\quad i=1,\ldots ,n}
kde {\displaystyle W(x)} je Wronskián fundamentálního systému a {\displaystyle W_{i}(x)} je Wronskián fundamentálního systému s i-tým sloupcem nahrazeným {\displaystyle (0,0,\ldots ,b(x)).}
Určité řešení nehomogenní rovnice lze pak psát jako
{\displaystyle \sum _{i=1}^{n}y_{i}(x)\,\int {\frac {W_{i}(x)}{W(x)}}\mathrm {d} x.}

## Příklady

### Zvláštní rovnice druhého řádu
Máme řešit rovnici
{\displaystyle y''+4y'+4y=\cosh {x}.\;\!}
nejdříve najdeme obecné řešení diferenciální rovnice, to jest řešení homogenní diferenciální rovnice
{\displaystyle y''+4y'+4y=0.\;\!}
určíme kořeny charakteristické rovnice
{\displaystyle \lambda ^{2}+4\lambda +4=(\lambda +2)^{2}=0\;\!}
{\displaystyle \lambda =-2.\;\!}
protože řešením je vícenásobný kořen, musíme zavést faktor x pro jedno řešení pro zajištění lineární nezávislosti.
Tak získáme u1 = e−2x a u2 = xe−2x. Wronskián těchto dvou funkcí je
{\displaystyle {\begin{vmatrix}e^{-2x}&xe^{-2x}\\-2e^{-2x}&-e^{-2x}(2x-1)\\\end{vmatrix}}=-e^{-2x}e^{-2x}(2x-1)+2xe^{-2x}e^{-2x}}
{\displaystyle =-e^{-4x}(2x-1)+2xe^{-4x}=(-2x+1+2x)e^{-4x}=e^{-4x}.\;\!}
Protože Wronskián je nenulový, funkce jsou lineárně nezávislé, takže jsme získali přímo obecné řešení homogenní diferenciální rovnice (nejen jeho podmnožinu).
Hledáme funkce A(x) a B(x), tak že A(x)u1 + B(x)u2 je obecné řešení nehomogenní rovnice. Potřebujeme pouze vypočítat integrály
{\displaystyle A(x)=-\int {1 \over W}u_{2}(x)b(x)\,\mathrm {d} x,\;B(x)=\int {1 \over W}u_{1}(x)b(x)\,\mathrm {d} x}
to jest,
{\displaystyle A(x)=-\int {1 \over e^{-4x}}xe^{-2x}\cosh {x}\,\mathrm {d} x=-\int xe^{2x}\cosh {x}\,\mathrm {d} x=-{1 \over 18}e^{x}(9(x-1)+e^{2x}(3x-1))+C_{1}}
{\displaystyle B(x)=\int {1 \over e^{-4x}}e^{-2x}\cosh {x}\,\mathrm {d} x=\int e^{2x}\cosh {x}\,\mathrm {d} x={1 \over 6}e^{x}(3+e^{2x})+C_{2}}
kde {\displaystyle C_{1}} a {\displaystyle C_{2}} jsou integrační konstanty.

### Obecné rovnice druhého řádu
Máme diferenciální rovnici tvaru
{\displaystyle u''+p(x)u'+q(x)u=f(x)\,}
a definujeme lineární operátor
{\displaystyle L=D^{2}+p(x)D+q(x)\,}
kde D reprezentuje diferenciální operátor. Proto máme jak řešit rovnice {\displaystyle Lu(x)=f(x)} pro {\displaystyle u(x)}, kde {\displaystyle L} a {\displaystyle f(x)} jsou známé.
Musíme vyřešit první odpovídajícím homogenní rovnici:
{\displaystyle u''+p(x)u'+q(x)u=0\,}
libovolnou technikou, kterou si vybereme. Jakmile budeme mít dvě lineárně nezávislá řešení této homogenní diferenciální rovnice (protože se jedná o rovnici druhého řádu) — označíme je u1 a u2 — můžeme využít metodu variace konstant.
Od tohoto okamžiku tedy hledáme obecné řešení diferenciální rovnice {\displaystyle u_{G}(x)}, o němž předpokládáme, že je tvaru
{\displaystyle u_{G}(x)=A(x)u_{1}(x)+B(x)u_{2}(x).\,}
kde {\displaystyle A(x)} a {\displaystyle B(x)} jsou neznámé funkce a {\displaystyle u_{1}(x)} a {\displaystyle u_{2}(x)} jsou řešení na homogenní rovnice. Všimněte si, že jestliže {\displaystyle A(x)} a {\displaystyle B(x)} jsou konstantní, pak {\displaystyle Lu_{G}(x)=0}. Požadujeme, aby A=A(x) a B=B(x) byla tvaru
{\displaystyle A'(x)u_{1}(x)+B'(x)u_{2}(x)=0.\,}
Nyní,
{\displaystyle u_{G}'(x)=(A(x)u_{1}(x)+B(x)u_{2}(x))'=(A(x)u_{1}(x))'+(B(x)u_{2}(x))'\,}
{\displaystyle =A'(x)u_{1}(x)+A(x)u_{1}'(x)+B'(x)u_{2}(x)+B(x)u_{2}'(x)\,}
{\displaystyle =A'(x)u_{1}(x)+B'(x)u_{2}(x)+A(x)u_{1}'(x)+B(x)u_{2}'(x)\,}
a díky platnosti výše uvedené podmínky dostáváme
{\displaystyle u_{G}'(x)=A(x)u_{1}'(x)+B(x)u_{2}'(x).\,}
Dalším derivováním (mezikroky nejsou uvedeny)
{\displaystyle u_{G}''(x)=A(x)u_{1}''(x)+B(x)u_{2}''(x)+A'(x)u_{1}'(x)+B'(x)u_{2}'(x).\,}
Nyní můžeme zapsat použití L na uG jako
{\displaystyle Lu_{G}=A(x)Lu_{1}(x)+B(x)Lu_{2}(x)+A'(x)u_{1}'(x)+B'(x)u_{2}'(x).\,}
Protože u1 a u2 jsou řešení, pak
{\displaystyle Lu_{G}=A'(x)u_{1}'(x)+B'(x)u_{2}'(x).\,}
dostáváme systém rovnic
{\displaystyle {\begin{pmatrix}u_{1}(x)&u_{2}(x)\\u_{1}'(x)&u_{2}'(x)\end{pmatrix}}{\begin{pmatrix}A'(x)\\B'(x)\end{pmatrix}}={\begin{pmatrix}0\\f\end{pmatrix}}.}
roznásobením dostaneme
{\displaystyle {\begin{pmatrix}A'(x)u_{1}(x)+B'(x)u_{2}(x)\\A'(x)u_{1}'(x)+B'(x)u_{2}'(x)\end{pmatrix}}={\begin{pmatrix}0\\f\end{pmatrix}}.}
Takže výše uvedený systém určuje právě podmínku
{\displaystyle A'(x)u_{1}(x)+B'(x)u_{2}(x)=0\,}
{\displaystyle A'(x)u_{1}'(x)+B'(x)u_{2}'(x)=Lu_{G}=f.\,}
Hledáme A(x) a B(x) z této podmínky, tak, daný
{\displaystyle {\begin{pmatrix}u_{1}(x)&u_{2}(x)\\u_{1}'(x)&u_{2}'(x)\end{pmatrix}}{\begin{pmatrix}A'(x)\\B'(x)\end{pmatrix}}={\begin{pmatrix}0\\f\end{pmatrix}}}
můžeme řešit pro (A′(x), B′(x))T, tak
{\displaystyle {\begin{pmatrix}A'(x)\\B'(x)\end{pmatrix}}={\begin{pmatrix}u_{1}(x)&u_{2}(x)\\u_{1}'(x)&u_{2}'(x)\end{pmatrix}}^{-1}{\begin{pmatrix}0\\f\end{pmatrix}}}
{\displaystyle ={1 \over W}{\begin{pmatrix}u_{2}'(x)&-u_{2}(x)\\-u_{1}'(x)&u_{1}(x)\end{pmatrix}}{\begin{pmatrix}0\\f\end{pmatrix}},}
kde W označuje Wronskián u1 a u2. (Z předpokladu, že u1 a u2 jsou lineárně nezávislé, víme, že W je nenulový.)
Tedy
{\displaystyle A'(x)=-{1 \over W}u_{2}(x)f(x),\;B'(x)={1 \over W}u_{1}(x)f(x)}
{\displaystyle A(x)=-\int {1 \over W}u_{2}(x)f(x)\,\mathrm {d} x,\;B(x)=\int {1 \over W}u_{1}(x)f(x)\,\mathrm {d} x.}
Zatímco homogenní rovnice lze řešit relativně snadno, tato metoda umožňuje výpočet koeficientů obecného řešení nehomogenní rovnice a tedy umožňuje zjistit úplné obecné řešení nehomogenní rovnice.
Všimněte si, že {\displaystyle A(x)} a {\displaystyle B(x)} jsou vesměs určeny až na aditivní konstantu (integrační konstanta); očekávali bychom dvě integrační konstanty, protože původní rovnice byla druhého řádu. Přidáním konstanty k {\displaystyle A(x)} nebo {\displaystyle B(x)} se hodnota {\displaystyle Lu_{G}(x)} nezmění, protože {\displaystyle L} je lineární.